# Ókörmöcke
Ókörmöcke (szlovákul: Stará Kremnička, németül: Alt-Kremnitz) község Szlovákiában, a Besztercebányai kerületben, a Garamszentkereszti járásban.

## Fekvése
Körmöcbányától 12 km-re, délre található.

## Története
A falu keletkezésének ideje nem ismert, de területén már a 9. században, a Nagymorva Birodalom idején szláv település állt. A nyitrai püspökség birtokaihoz tartozott. Első írásos említése 1075-ben, I. Géza király a garamszentbenedeki apátág részére kiadott alapítólevelében történik, melyben engedélyt ad az apátság birtokainak betelepítésére.
A mai falu valószínűleg csak a 13. század második felében keletkezett. Első írásos említése 1442-ből származik. 1435-ben a husziták dúlták fel a falut. Ezután 1487-ben az esztergomi érsekség oklevelében bukkan fel. Ekkor az érsekség tulajdonát képező szentkereszti uradalom része volt. 1488-ban vámszedőhely működött a településen. 1536-ban malom és 9 adózó porta állt a településen. 1564-ben 5 és 1/4 adózó portája volt. 1571-ben „Kermyck" néven említik, ekkor 8 és 3/4 porta után adózott. 1601-ben malom és 35 ház állt a faluban. 1604-ben Bocskai hajdúi fosztották ki. A 17. század végén és a 18. század elején is gyakran szenvedett a kuruc és császári hadak pusztításaitól. 1720-ban malma, kocsmája és 22 adózó háztartása volt. 1776-tól a település a besztercebányai püspökség birtoka. 1828-ban 47 háza állt 311 lakossal, akik mezőgazdasággal, fuvarozással, idénymunkákkal foglalkoztak. 1849-ben Görgey Artúr serege vonult át a községen.
Vályi András szerint: „Ó Kremnicska. Falu Bars Várm. földes Ura a’ Besztertze bányai Püspökség, lakosai katolikusok, fekszik Körmötzbányához más fél mértföldnyire, fája mind a’ két féle van, makkja, gyűmöltsös, káposztás, és komlós kerttyei jók, keresettye a’ gubacs szedésből is van, legelője elég; a’ szomszéd Bánya Városokban könnyű módgyok van az el adásra."
Fényes Elek szerint: „Körmöcske (Ó), Bars m. tót falu, Sz. Kereszthez 1/2 mfld: 308 kath., 3 evang. lak. Van jó legelője, makkos erdeje, káposztás-, gyümölcsös-, komlóskertje. F. u. a beszterczei püspök."
Bars vármegye monográfiája szerint: „Ókörmöcske, a körmöczbányai völgyben fekvő tót kisközség, 489 róm. kath. vallású lakossal. Az esztergomi érsekség ősi birtoka, melynek itt már 1488-ban vámja volt. Ekkoriban Ókernecz alakban találjuk említve, 1555-ben pedig Okernech, 10 évvel később meg Kys-Kermech néven. Később azután a beszterczebányai püspök lett a földesura. Katholikus temploma 1674-ben épült, de 1888-ban leégett és 1890-ben építették fel újra. A község tót neve Kremniczka volt. Határában édesvízi kvarcz és kitünő malomkőanyag van. Postája, távirója és vasúti állomása Garamszentkereszt."
A trianoni békeszerződésig Bars vármegye Garamszentkereszti járásához tartozott.

## Népessége
| Év:            | 1994. | 2004.    | 2014.   | 2024.   |
| -------------- | ----- | -------- | ------- | ------- |
| Emberek száma: | 943   | 1079     | 1097    | 1100    |
| Eltérés:       |       | +14,42 % | +1,66 % | +0,27 % |

| Év:            | 2023. | 2024.   |
| -------------- | ----- | ------- |
| Emberek száma: | 1118  | 1100    |
| Eltérés:       |       | -1,61 % |

1910-ben 651, többségben szlovák anyanyelvű lakosa volt.
2001-ben 1027 lakosából 948 szlovák és 64 cigány volt.
2011-ben 1123 lakosából 1070 szlovák volt.

## Nevezetességei
- Római katolikus temploma 1890-ben épült a 17. századi templom helyén.

## Külső hivatkozások
- Hivatalos oldal
- Községinfó
- Ókörmöcke Szlovákia térképén
- E-obce.sk Archiválva 2007. december 14-i dátummal a Wayback Machine-ben